# Allium pallens
Allium pallens är en amaryllisväxtart som beskrevs av Carl von Linné. Allium pallens ingår i släktet lökar, och familjen amaryllisväxter.

## Underarter
Arten delas in i följande underarter:
- A. p. pallens
- A. p. grandiflorum

## Bildgalleri

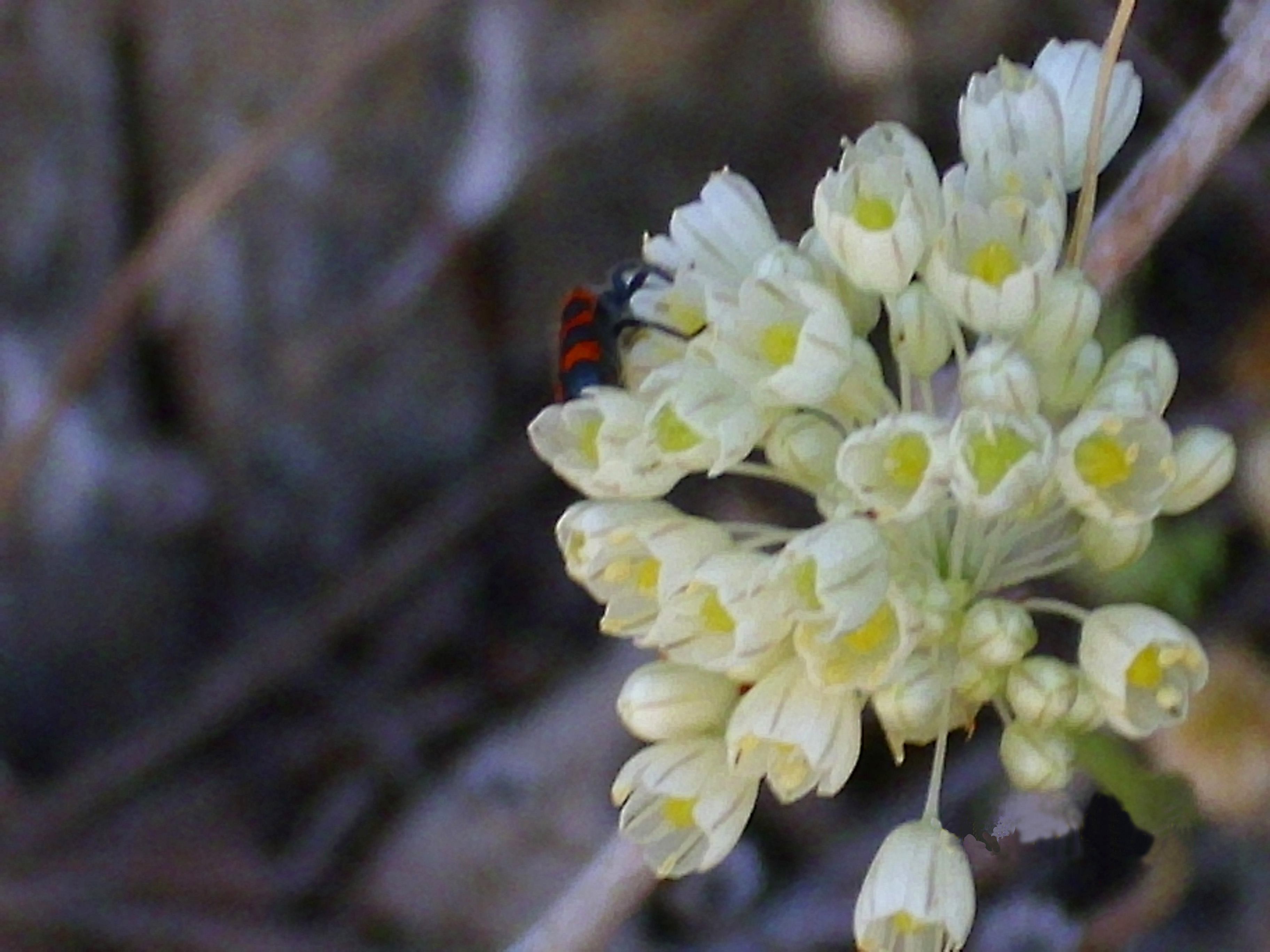
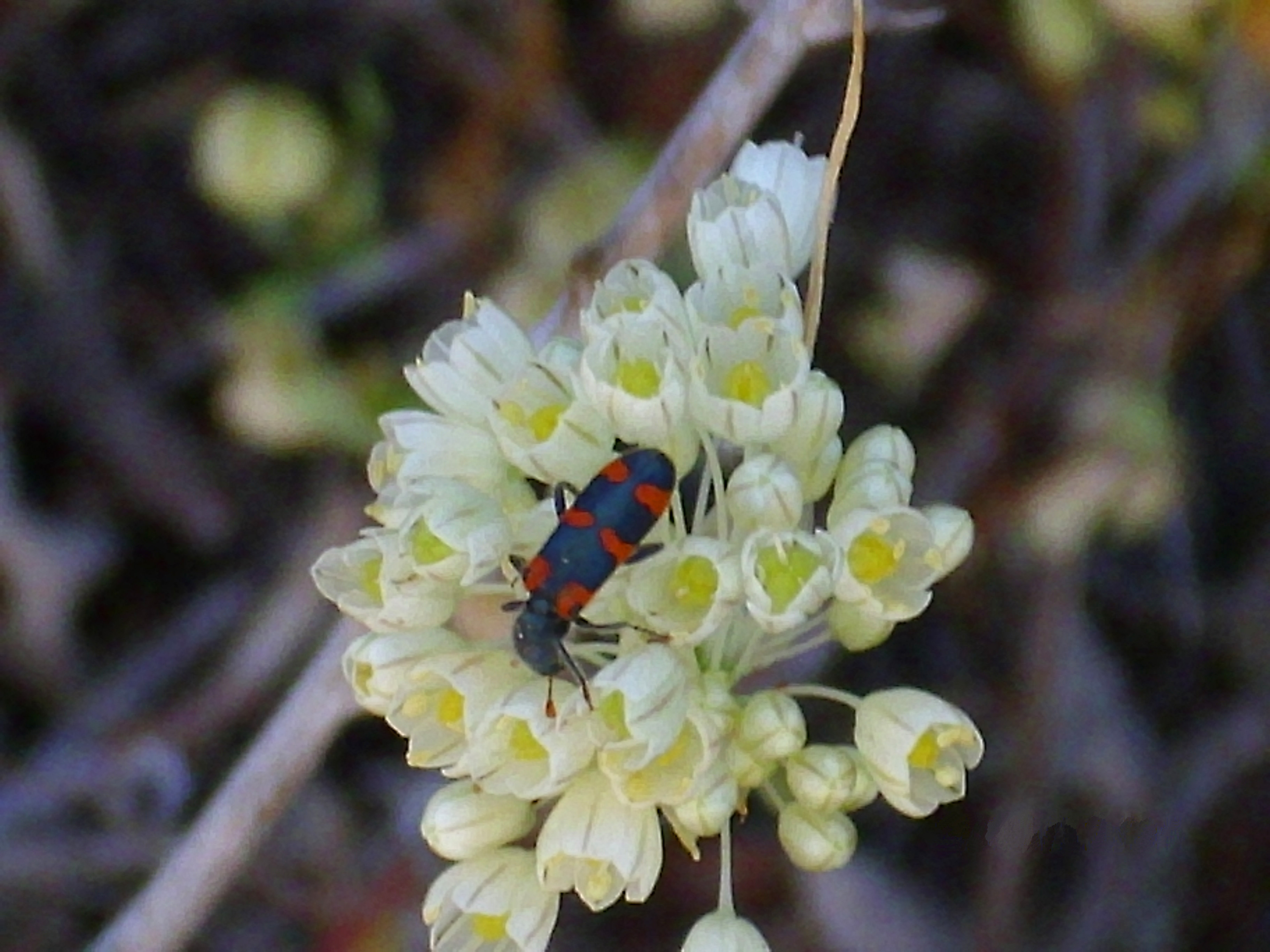
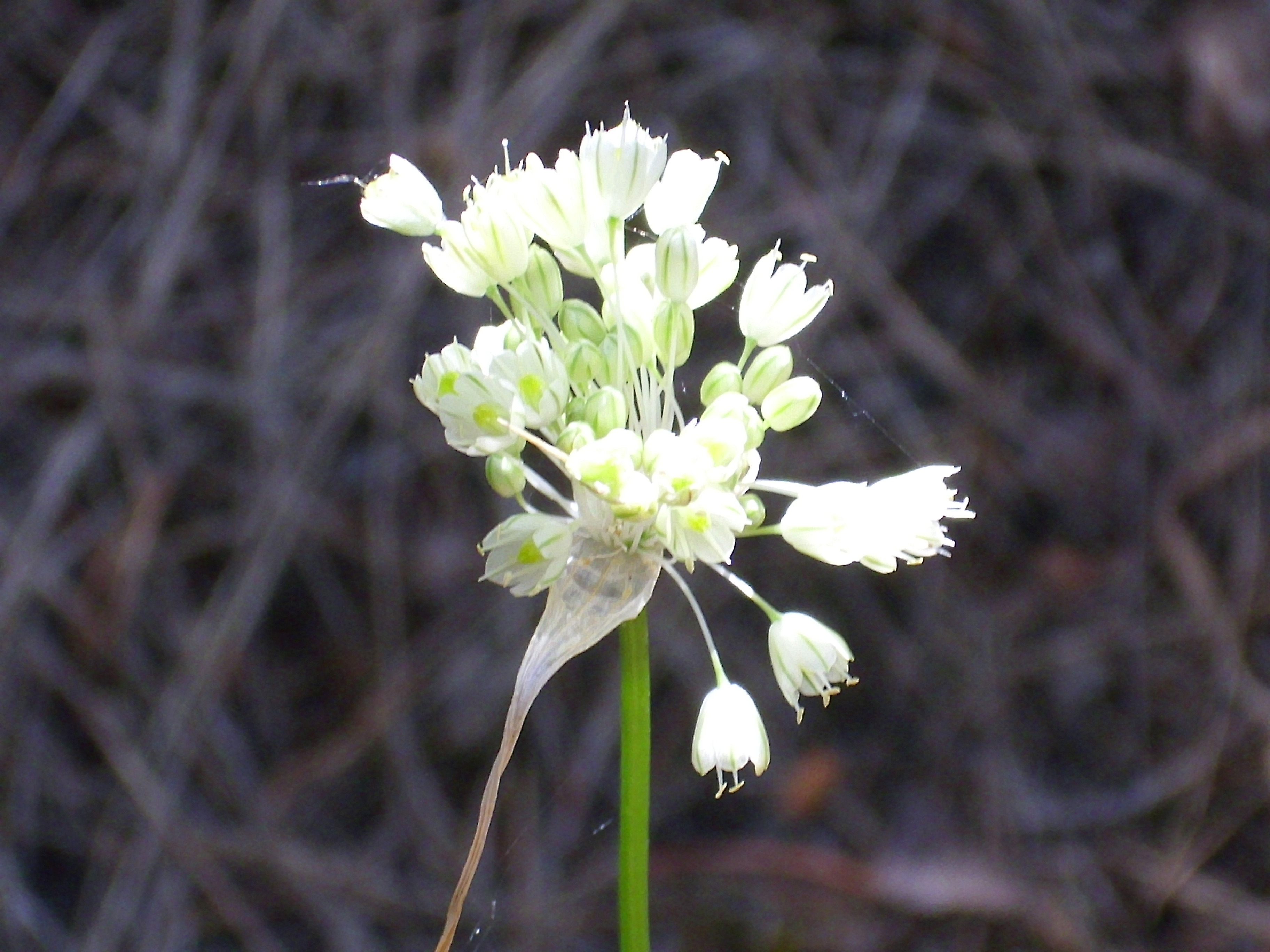